# Eckard Mordhorst
Eckard Mordhorst (* 21. September 1946; † 17. Januar 2009 in Bremen) war ein deutscher Polizist und von 2001 bis zu seinem Tod Polizeipräsident von Bremen.

## Leben
Vor seinem Wehrdienst absolvierte Mordhorst eine Lehre als Flugzeugbauer. Im Anschluss an den Wehrdienst trat er am 1. April 1970 als außerplanmäßiger Kriminalmeister in die Polizei Bremen ein. Anfänglich in der Mordkommission tätig, absolvierte er im Jahr 1978 die Ausbildung für den gehobenen Polizeivollzugsdienst. Die Tätigkeit in der Mordkommission nahm er nach Abschluss der Ausbildung wieder auf.
Im Jahr 1984 begann er die Ausbildung für den höheren Polizeivollzugsdienst an der Polizei-Führungsakademie in Münster-Hiltrup, die Mordhorst 1986 erfolgreich abschloss. Nach seiner Ernennung zum Kriminalrat leitete er diverse Kriminalpolizeiinspektionen, bevor er 1991 zum Senator für Inneres wechselte. Die Leitung der Kriminalpolizei Bremen wurde ihm im Februar 1993 übertragen; gleichzeitig übernahm er damit die Funktion als stellvertretender Polizeipräsident. 2001 wurde er zum Polizeipräsidenten ernannt, in dessen Funktion er am 3. April 2008 sein 40-jähriges Dienstjubiläum feierte.

### Sonstiges
Mordhorst war viele Jahre im Vorstand des Weißen Rings, einer Hilfsorganisation für Kriminalitätsopfer. Daneben hatte er einen Lehrauftrag der Hochschule für Öffentliche Verwaltung Bremen und er wurde 2002 zum Honorarprofessor für Kriminalistik  berufen. Zusammen mit dem Schriftsteller Jürgen Alberts verfasste er den Kriminalroman Leiche über Bord.
Mordhorst war verheiratet und Vater von zwei Kindern. Am 17. Januar 2009 erlag den Folgen einer schweren Herzerkrankung.